# Aage Krarup Nielsen
Niels Åge Severin Krarup Nielsen, född 30 juli 1891, död 29 januari 1972, var en dansk författare.
Nielsen var ursprungligen läkare och företog från 1920 resor i samtliga världsdelar, varifrån han sedan skildrade sina resupplevelser.